# Dolutaş, Saray
Dolutaş là một xã thuộc thành phố Saray, tỉnh Van, Thổ Nhĩ Kỳ. Dân số thời điểm năm 2011 là 482 người.